# Барсова Гора
Урочище «Барсова Гора» — природно-археологический парк рядом с посёлком Барсово в нескольких километрах к западу от Сургута.
Барсова Гора протянулась на 8,5 км на правом берегу реки Оби. В ограниченной Барцевой речкой восточной части урочища расположена пойма Утоплой протоки, в которую, по легенде, бросился остяцкий князь Барс (Барц) после поражения в битве с казаками. Его имя дало название реке и урочищу.
В 2010 году по результатам интернет-конкурса «7 чудес финно-угорского мира» урочище Барсова Гора признано победителем в номинации «Природа».

## История
Урочище непрерывно заселено уже около 7 тысяч лет — оно было обитаемо почти во все периоды истории человечества, здесь оставили свой след все культуры, когда-либо населявшие тайгу Приобья. Это обусловлено стратегическим географическим положением и укрепленным естественным характером местности — Барсова Гора занимает доминирующий над окружающей территорией высокий берег Оби (более 30 м над урезом воды).
Среди многочисленных доисторических стоянок есть могильник каменного века (возраст 7 тыс. лет), несколько селищ бронзового века (возраст 4 тыс. лет), памятники трёх культур раннего железного века (с VII века до н. э.), два могильника и святилище кулайской культуры (середина I тыс. до н. э. — середина I тыс. н. э.). Множество святилищ и кладов относятся к периоду начиная с IV века и до XVI века. Есть здесь также археологические объекты XVIII—XIX веков и этнографические памятники начала XX века.
Артефакты, найденные при раскопках на Барсовой Горе, можно увидеть в Петербургском Эрмитаже, в музеях Екатеринбурга, Томска, Перми и Западной Европы.
В 1971 году, узнав о строительстве железной дороги через урочище и железнодорожного моста через Обь, ханты просили Сургутский райисполком об отмене этого решения, так как Барсова Гора считалась ими священной (обряды жертвоприношения совершались тут до 1973 года).

## Изучение
Предположительно, первым ученым, побывавшим в урочище и упомянувшим его в переписке, был Матиас Александр Кастрен. В 1845 году, в ходе экспедиции для изучения сибирских языков по поручению Петербургской академии наук, в своём частном письме он упоминает о посещении остяцкой крепости около Сургута, где были обнаружены сломанные стрелы, ржавые наконечники копий, кольчуги и другие предметы вооружения.
Название «Барсова гора» впервые упомянуто в 1890 году как обозначение городища «около Сургута в семи верстах вниз по реке Оби» в перечне археологических объектов, составленном археологом-любителем Иваном Яковлевичем Словцовым.
Первые документально подтвержденные раскопки были проведены по приказу тобольского губернатора в 1889 году политическими ссыльными под руководством ссыльного народника Василия Филипповича Казакова.

## Палеогенетика
У представителей усть-ишимской культуры из Барсова Городка (Barsov Gorodok, Ust’-Ishim, VIII—IX века) определили митохондриальные гаплогруппы C4b1, G2a1, U4a2, U4d2 и по STR программой NevGen у трёх образцов определена Y-хромосомная гаплогруппа N1a1-M46.